# Kongress der Republik Kolumbien

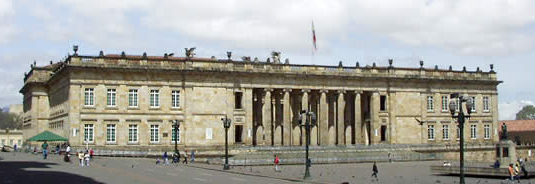
Das Gebäude des Kongresses der Republik Kolumbien, das Capitolio Nacional

Der Kongress der Republik Kolumbien (spanisch: Congreso de la República de Colombia) ist das Parlament Kolumbiens.
Das Parlament hat seinen ständigen Sitz im Kongressgebäude in der Hauptstadt Bogotá und wird  Capitolio Nacional genannt. Es befindet sich an der südlichen Seite des Platzes Bolivar, des zentralen Platzes von Bogotá. Das Capitolio wurde zwischen 1848 und 1925 von mehreren Architekten auf Anweisung des ehemaligen Präsidenten Tomás Cipriano de Mosquera im Neoklassizismus gebaut. Im Jahr 1975 wurde das Palast als Nationales Monument klassifiziert.
Der Kongress ist ein Zweikammerparlament und konstituierte sich 1812. Er setzt sich aus dem Senat und dem Repräsentantenhaus zusammen. Der Senat besteht aus 102 Senatoren, wobei zwei Plätze Kandidaten der Indigenen vorbehalten sind. Im Repräsentantenhaus sitzen 166 Abgeordnete, von denen jeweils zwei Plätze für Indigene und Afrokolumbianer sowie ein Platz für Auslandskolumbianer reserviert sind. Für die Legislatur, welche mit den Wahlen von 2018 begann, erhielt die ehemalige FARC-Guerilla gemäß Friedensvertrag je fünf garantierte Sitze im Senat und im Repräsentantenhaus.